# Piekoszów
Piekoszów is een stad in het Poolse woiwodschap Święty Krzyż, in het district Kielecki. De plaats maakt deel uit van de gemeente Piekoszów en telt 3200 inwoners.

## Geschiedenis
De plaats bestond al in 1337. Piekoszów was een parochie rond de toenmalige Sint-Jacobuskerk, die wegens bouwvalligheid werd afgebroken. De nieuwe, huidige kerk, gewijd aan de geboorte van Maria, werd gebouwd in de 19e eeuw.